# Cult of Luna
Cult of Luna is een Zweedse band uit Umeå. Ze is een van de meest succesvolle vertegenwoordigers van postmetal en is, naast Neurosis en Isis, een belangrijke referentiegroep voor het genre. De bandnaam is afgeleid van een sekte in het oude Griekenland die de maan aanbad en is bedoeld om de sfeer van de muziek te vertegenwoordigen.

## Bezetting
Oprichters
- Johannes Persson (gitaar)
- Klas Rydberg (zang)

Huidige bezetting
- Johannes Persson (gitaar, zang)
- Fredrik Kihlberg (gitaar, zang, sinds 2004)
- Erik Olofsson (gitaar, sinds 1998)
- Magnus Lindberg (drums, synthesizer, studio-techniek, sinds 1998)
- Andreas Johansson (basgitaar, sinds 2002)
- Anders Teglund (keyboards, sinds 2003)
- Thomas Hedlund (percussie, sinds 2003)

Voormalige leden
- Klas Rydberg (zang, 1998–2012)
- Fredrik Renström (basgitaar, 1998)
- Marco Hildén (drums, 1999–2002)
- Axel Stattin (basgitaar, 1999–2002)

## Geschiedenis
Gitarist Johannes Persson formeerde in 1998 samen met zanger Klas Rydberg Cult of Luna, nadat de hardcore punkband Eclipse was opgeheven. Beiden droegen nieuwe muzikale ideeën aan, waarvoor ze op zoek waren naar meer muzikanten om dit te realiseren. Na persoonlijke gesprekken en enkele audities werd de eerste bezetting onthuld met zanger Klas Rydberg, gitarist Johannes Persson, drummer Magnus Lindberg, gitarist Erik Olofsson en bassist Fredrik Renström. Renström moest de groep vroegtijdig verlaten vanwege persoonlijke geschillen.
In januari 1999 nam de band twee zelfgeschreven stukken op als eerste demotape zonder vaste bassist. In de weken daarna streefden de muzikanten naar een meer experimenteel totaalgeluid. Op basis van deze inspanningen schakelde Lindberg over op het gebruik van keyboard en synthesizers. In zijn plaats trad Marco Hildén toe als de nieuwe drummer en met Axel Stattin trad in hetzelfde jaar een nieuwe bassist toe. In deze nieuwe bezetting bracht de band hun eerste officiële publicatie uit bij Trust No One Recordings, een split-single met hun bevriende band Switchblade.
Het Britse label Rage of Achilles nam in 2000 contact op met de band, nadat medewerkers van het label de band zagen op het Trästock Festival. Label en band kwamen overeen om het titelloze debuutalbum over Rage of Achilles uit te brengen. Het album werd uitgebracht op 14 september van het opvolgende jaar en werd grotendeels positief besproken. Op 24 maart 2002 werd een extra vinyl single uitgebracht bij het label Hydra Head Records van Aaron Turner. Beide publicaties hebben gezamenlijk de eerste insidertip-status van de band bevestigd. Met name het succes van het debuutalbum bracht Earache Records ertoe een contract met de band te sluiten. In juli 2002, kort na haar contract bij Earache Records, werd het tweede studioalbum The Beyond opgenomen in de Tonteknik Recording Studios. Het label promootte het in februari 2003 uitgebrachte album als Apocalyptic Swedish Noisecore. In recensies werd het album overwegend positief ontvangen en werd het vaak vergeleken met Neurosis. Na de opnamen verliet Stattin de band en werd vervangen door Andreas Johansson. In deze nieuwe formatie, kort nadat het album was uitgebracht, toerde de band met The Haunted in Zweden en Isis in het Verenigd Koninkrijk. Na afloop van beide tournees veranderde de bandbezetting weer. Hildén verliet de band en werd vervangen door Thomas Hedlund. Lindberg veranderde zijn hoofdtaak opnieuw en bracht zowel percussie- als gitaarbijdragen in. Verdere internationale tournees volgden. In de nazomer van 2003 begon Cult of Luna aan een Europese tournee met Poison the Well en in december van hetzelfde jaar aan een tournee door het Verenigd Koninkrijk met The Dillinger Escape Plan. In het voorjaar van het opvolgende jaar begon de songwriting voor het volgende album. Vóór de opnamen in april 2004 was Cult of Luna nog te zien in Zweden en Finland.
Het derde album Salvation werd opgenomen in drie afzonderlijke sessies. Met Salvation veranderde Cult of Luna hun eerder gecultiveerde muzikale en grafische concept. Het album werd uitgebracht in oktober 2004 en sommige recensies waren uitstekend. Nadat de band eerder werd beschouwd als een band van vele epigonen van de post-metal-initiatiefnemers Neurosis, kreeg Salvation meer onafhankelijkheid. Met name de toename van progressieve structuren en de grotere weging van synthesizers en keyboards werden benadrukt. Andere recensenten bekritiseerden daarentegen het vertrek van het eerder gecultiveerde geluid van de band en beschreven Salvation als saai of ongestructureerd. Met het uitbrengen van het album begon Cult of Luna hun eerste headliner Europese tournee, inclusief optredens in Scandinavië en het Verenigd Koninkrijk. Vanaf deze tournee kwam Fredrik Kihlberg als percussionist en zanger. Naast het nummer Leave me Here werd de eerste videoclip van de band geproduceerd.
Begin het daaropvolgend jaar maakte de band weer een Europese tournee, ditmaal met Bleeding Through. Deze tournee werd niet begeleid door Hedlund, omdat hij zich concentreerde op de live-activiteiten van zijn andere muziekbands (The Perishers, Autopsy Torment). In plaats daarvan nam Lindberg de drums over. De Europese tournee werd gevolgd door een eerste Amerikaanse tournee, die de band half speelde als voorprogramma van Mastodon en half als headliner. Terug in Europa trad de band op tijdens verschillende festivals en bereidde zich voor om aan het vierde studioalbum te werken. De opnamen voor Somewhere Along The Highway vonden plaats binnen zeven dagen in november 2005. Het album werd uitgebracht in april 2006 en werd geadverteerd via een andere Europese tournee. Somewhere Along The Highway werd lovend ontvangen door critici en het Amerikaanse tijdschrift Decibel koos het album voor de vijfde plaats in de beste albums van het jaar. Het werd ook het eerste album van de band dat succes boekte. Somewhere Along The Highway bereikte #59 in de Zweedse hitlijsten. De daaropvolgende publicaties staan vrijwel continu in de top 100 van de Zweedse hitlijsten.
Na de Europese tournee werd Cult of Luna voor het eerst rustiger. De band maakte alleen geïsoleerde optredens en begon pas in februari 2008 te werken aan een ander album. Het toelatingsproces nam enkele maanden in beslag. Het album Eternal Kingdom werd in juli 2008 uitgebracht als het laatste studioalbum voor Earache Records en werd opnieuw positief onthaald door de critici. De publicatie ging ondertussen gepaard met een nieuwe Europese tournee. Het volgende jaar begon Cult of Luna aan een wereldtournee met optredens in Europa, de Verenigde Staten, Canada, Australië, Nieuw-Zeeland en Rusland. In hetzelfde jaar bracht Earache Records een dvd uit met de drie bestaande muziekvideo's van de band, een live video van de uitvoering in de Londense Scala op 1 juli 2008 en een interview. De dvd werd samen met het album ook als bundelaanbieding op de markt gebracht.
Na het einde van de wereldtournee keerde de rust terug in de band. Pas in 2012 begon de band te werken aan een nieuw studioalbum. Inmiddels had de band alleen een luisterboek uitgegeven. Stichtend lid Rydberg verliet de band na het opnemen van het album Vertical in 2012. Aan het einde van zijn tijd bij Cult of Luna trad hij op met de band in Londen op het Beyond the Redshift Festival. De Europese en Amerikaanse tournee van de albumpublicatie was ondertussen al begonnen zonder Rydberg. Vertical verscheen in januari 2013 en werd door critici vaak beschouwd als een van de belangrijkste publicaties van de groep. Een andere Europese tournee volgde in 2014. Het jaar daarop begon de groep alleen met geïsoleerde concerten in Amerika, Canada en Zweden en met het werk aan een ander studioalbum. Voor het gehele album Mariner werd Julie Christmas, voormalig zangeres van Battle of Mice en Made Out of Babies, binnengehaald als zangeres. Mariner, vergezeld van een andere Europese tournee, ontving overwegend positieve recensies van critici.

## Bijprojecten
De meeste leden van de band zijn ook actief in andere muziekprojecten. Onder andere de twee gitaristen Persson en Kihlberg maken deel uit van de rockband Khoma, toetsenist Teglund van de indieband Convoj, drummer Hedlund van de indierockband The Perishers en de death metalbands Autopsy Torment en Gormathon en toetsenist Johansson was onderdeel van de melodieuze death metal band Gates of Ishtar.

## Stijl
Cult of Luna-muziek wordt beschouwd als postmetal. Tot en met het album The Beyond werd de band beschouwd als een Zweedse imitatie van de twee grote Amerikaanse bands van de genres Isis en Neurosis. Pas met het derde studioalbum Salvation werd de band gecertificeerd als een groeiende onafhankelijkheid in het genre. 
Volgens eclat-mag.de wordt het geluid van Cult of Luna gekenmerkt door luide/stille passages, hoge gitaarsolo's en langzame, zware emotie. In de Ox-Fanzine wordt de zelfs voor dit genre voorbeeldige eentonigheid gemarkeerd als een speciaal kenmerk van de band. De stille passages, vooral in het gitaarspel, zouden bijzonder dicht bij de postrock liggen, waarvan de band zich wilde onthouden met het uitbrengen van Eternal Kingdom. Het gitaarspel van de band varieert ondertussen voornamelijk tussen de melancholische gitaarmelodieën in de rustige passages, die dicht bij postrock liggen en monolithische doomriffs in de agressieve uitbarstingen. Het ritme wordt beschreven als rondspokend, altijd beukend en pompend. De zang wordt sinds het debuutalbum gehouden als een afwisseling tussen gebrul en heldere zang. Sinds Vertical is het gebruik van het keyboard meer naar de voorgrond van het algehele geluid verplaatst. Het instrument zou koel blijven en een ongebruikelijk timbre overbrengen.

## Discografie
Studioalbums
- 2001: Cult of Luna (Rage of Achilles)
- 2003: The Beyond (Earache Records)
- 2004: Salvation (Earache Records)
- 2006: Somewhere Along the Highway (Earache Records)
- 2008: Eternal Kingdom (Earache Records)
- 2013: Vertikal (Indie Recordings)
- 2016: Mariner met Julie Christmas (Indie Recordings)
- 2019: A Dawn to Fear (Metal Blade Records)
- 2022: The Long Road North (Metal Blade Records)

Verdere publicaties
- 2000: Split-7" met der Band Switchblade (Trust No One Recordings)
- 2001: Cult of Luna (7" ep; Hydra Head Records)
- 2006: Tour-7 met twee coversongs, Bodies (The Smashing Pumpkins) en Recluse
- 2009: Fire Was Born (dvd; Earache Records)
- 2010: Eviga Riket (dvd; boek met luisterboek; zelf uitgebracht)
- 2013: Vertikal II (ep; Indie Recordings)
- 2016: Råångest (split-ep met The Old Wind; Cargo Records)
- 2016: Vertikal + II (12" compilatie met Vertikal en Vertikal II; Indie Recordings)
- 2017: Live at Roadburn 2013 (livealbum; Indie Recordings)
- 2017: Somewhere Along the Highway: Live bij Roadburn 2016 (livealbum; Indie Recordings)
- 2017: Live at La Gaîté Lyrique: Paris (livealbum; Indie Recordings)
- 2017: Years in a Day (dvd + 2 live-cd's; Indie Recordings)